# سیمراد
سیمراد (انگلیسی: Simrad) شرکت صنایع دفاعی نروژی است، که در سال ۱۹۸۰ توسط آرمین پاپرگر تأسیس شد.